# Bubenhofer Tal
Das Bubenhofer Tal ist ein Wohnplatz auf der Gemarkung von Geislingen im Zollernalbkreis in Baden-Württemberg.

## Geographie
Der Wohnplatz liegt von Geislingen in westnördlicher Richtung 7,0 km entfernt. 3,1 km (Luftlinie) östlich von Erlaheim, 1,1 km (Luftlinie) ostsüdlich von Binsdorf entfernt.

## Verkehr
Das Bubenhofer Tal ist von Geislingen, Erlaheim und Binsdorf über die L 415 und dann auf der L 390 erreichbar. Von Heiligenzimmern ist der Wohnplatz über die L 390 erreichbar.